# Kizingwe (vattendrag)
Kizingwe är ett vattendrag i Burundi. Det ligger i den västra delen av landet, 7 kilometer söder om huvudstaden Bujumbura.
Runt Kizingwe är det mycket tätbefolkat, med 1 956 invånare per kvadratkilometer.